# عمر حديد
عمر حسين حديد المحمدي (1971 - 2004م)، من عشيرة المحامدة قبيلة الدليم، من عائلة ملتزمة دينياً وعشائرياً (عائلة البو كريفع). كان أحد قادة التمرد في مدينة الفلوجة بعد الاحتلال الأمريكي للعراق، وفي فترة التسعينات أثناء فترة حكم النظام البعثي السابق، دعى إلى الإطاحة بنظام صدام حسين وقد أُصدر بحقهِ حكم بالإعدام شنقاً، وأمضى سنوات مطارد بين المدن العراقية الموصل والرمادي والقائم وهيت وصحراء محافظة الأنبار، ورجع عائداً إلى مدينة الفلوجة مستفيداً من قرار العفو العام عن السجناء، وليقوم بقتال قوات الإحتلال الأمريكي في معركة الفلوجة الأولى.

## سيرته
ولد عمر حسين حديد المحمدي الدليمي في مدينة الفلوجة عام 1391 هـ/1971م، وكان معروفا في جامع محمد عبد الله الفياض.
كان ملاحق من قبل النظام البعثي السابق، بسبب نشاطة الاسلامي في محافظة الأنبار، وحاولت السلطات اعتقاله بعد محاصرة مع صديقه محمد العيساوي في أحد البيوت لكنه استطاع الهرب إلى الموصل.
رجع عمر حديد للأنبار قبل غزو العراق 2003م وراح يحث ويحرض الأهالي على الجهاد، وبعد سقوط بغداد انتقل مع مجموعة إلى راوة وساهم في تأسيس معسكر راوة لتدريب المجاهدين ولقد ساهم في القتال فقسم المجموعات على طريق مرور الأرتال الإمريكية، إلى قسمين فمنهم مجموعة تزرع الألغام وأخرى تشتبك مع قوات الجيش الأمريكي.
شارك في معركة الفلوجة الأولى وشارك في معركة الفلوجة الثانية حيث قتل في 12 ذي القعدة 1425 هـ/23 ديسمبر 2004م.